# Kolibabovce
Kolibabovce (in ungherese: Bölcsős) è un comune della Slovacchia facente parte del distretto di Sobrance, nella regione di Košice.

## Storia
La prima prova scritta dell'esistenza del paese è del 1567.